# Siboglinum arabicum
Siboglinum arabicum är en ringmaskart som beskrevs av Ivanov 1963. Siboglinum arabicum ingår i släktet Siboglinum och familjen skäggmaskar. Inga underarter finns listade i Catalogue of Life.